# Amerikai törpemókus
Az amerikai törpemókus (Sciurillus pusillus) az emlősök (Mammalia) osztályának a rágcsálók (Rodentia) rendjébe, ezen belül a mókusfélék (Sciuridae) családjába tartozó faj.
Alcsaládjának és nemének az egyetlen faja.

## Elterjedése, előfordulása
Brazília, Kolumbia, Peru, Francia Guyana, Guyana és Suriname alföldi esőerdeiben honos.

## Alfajai
- Sciurillus pusillus pusillus E. Geoffroy, 1803
- Sciurillus pusillus glaucinus Thomas, 1914
- Sciurillus pusillus kuhlii Gray, 1867

## Megjelenése
Az amerikai törpemókus  egy nagyon kicsi mókusféle.